# Vaidei, Hunedoara
Vaidei, mai demult Vaivodei, Voivodu (în germană Weidendorf, Waywoden, în maghiară Vajdej, Újfalu) este un sat în comuna Romos din județul Hunedoara, Transilvania, România.

## Așezare
Este așezat la est la 37 km de capitala județului, Deva. Din șoseaua națională de la Halta CFR Geoagiu pleacă un drum spre sud, spre comuna Romos, drum care la aproximativ 2km distanță de intrarea în Romos se ramifică spre satul Vaidei. Acest drum spre Vaidei urcă în serpentina lentă pe marginea unui pârâu, pe lungimea de 2km, care apoi coboară în serpentină până în sat.
Satul Vaidei este așezat între cele 2 livezi aflate pe cele 2 dealuri, cel de la est e numit "Cornul Viilor" iar cel de la vest "Slungul".

## Componența
Satul Vaidei are o stradă numită-strada mare-care în locul numit piață se ramnifică în alta numită-strada mică-, este compact în așezare mai având și câteva ramificații.
Pe strada principală sunt așezate clădirile mai importante din punct de vedere administrativ.
Cele 2 străzi ce străbat satul sunt legate între ele cu patru poduri confecționate din beton armat ce trec peste Valea Vaidei.
După un recensământ din 1979, satul avea 370 de gospodării cu clădiri bine îngrijite, construite din piatră și cărămidă,acoperite cu țiglă,curți pietruite sau pavate cu beton.

## Istorie
Ca prim document de atestare a satului Vaidei este anul 1140-1150, ani care privesc prima colonizare a sașilor în comuna Romos, dar nu ne putem opri la existența satului aici. S-ar putea calcula în schimb vechimea după unele documente arheologice care s-au găsit fără să atragă atenția cuiva că acestea sunt de o valoare mare, având o importanță deosebită.
Am putea afirma existența umană pe acest teritoriu în jurul anului 800 i.e.n., dovedit de obiectele găsite ca un car de bronz în miniatură, datând din prima perioadă a fierului neolitic.

## Numele satului
Cuvântul sau numele de Vaidei, nu se poate ști cum s-a născut,deși sinonimul acestuia Vai-de-ei este bine cunoscut din trecutul îndepărtat până în prezent.
Un cercetător al istoriei a susținut că Vaideiul, Pischinti, Balomir și alte sate au fost planificate să fie colonizate cu romani, pentru înstărirea scaunului săsesc din Orăștie.
Un cercetător mai din vechime susține că atât Vai-de-ei din comitatul Hunedoara și Vai-de-ei de pe Olt ca și Sereca,Sărăcsău au fost sate bine înstărite bogate, dar în urma războaielor, a epidemiilor ca:ciumă, foamete au ajuns sărace, așa au căpătat vaidienii numele de Vai-de-ei sau cuvântul de -sărac- Sereca sau Sărăcsău.

## Vechea mănăstire
Mănăstirea de aici a fost întemeiată în anul 1769 pe locul zis astazi Bisericuta la Conul Viilor. La insistența călugărului Ion Dumitru Barbu, comuna a cedat terenul, cu condiția ca mănăstirea să aibă o capelă și o școală pentru băieții sătenilor. Mânăstirea s-a zidit concomitent cu capela și cu școală. A fost distrusă în urma unui ordin regesc din 3 ianuarie 1782. Mănăstirea o mai găsim menționată și în „Fassio super monasteriis gr. ritus catholicorum per magnum Transylvania principatum", redactat în jurul anului 1770.

## Personalități născute aici
- Avram P. Todor (1889 – 1978), bibliotecar, cercetător al literaturii, publicist, profesor de liceu, lector universitar și traducător român.
- Ion Dodu Bălan (1929 - 2018), critic literar, folclorist și profesor universitar.
- Aurel Nedel (n. 17 ianuarie 1930 - d. 19 ianuarie 2014) , pictor

## Galerie de imagini

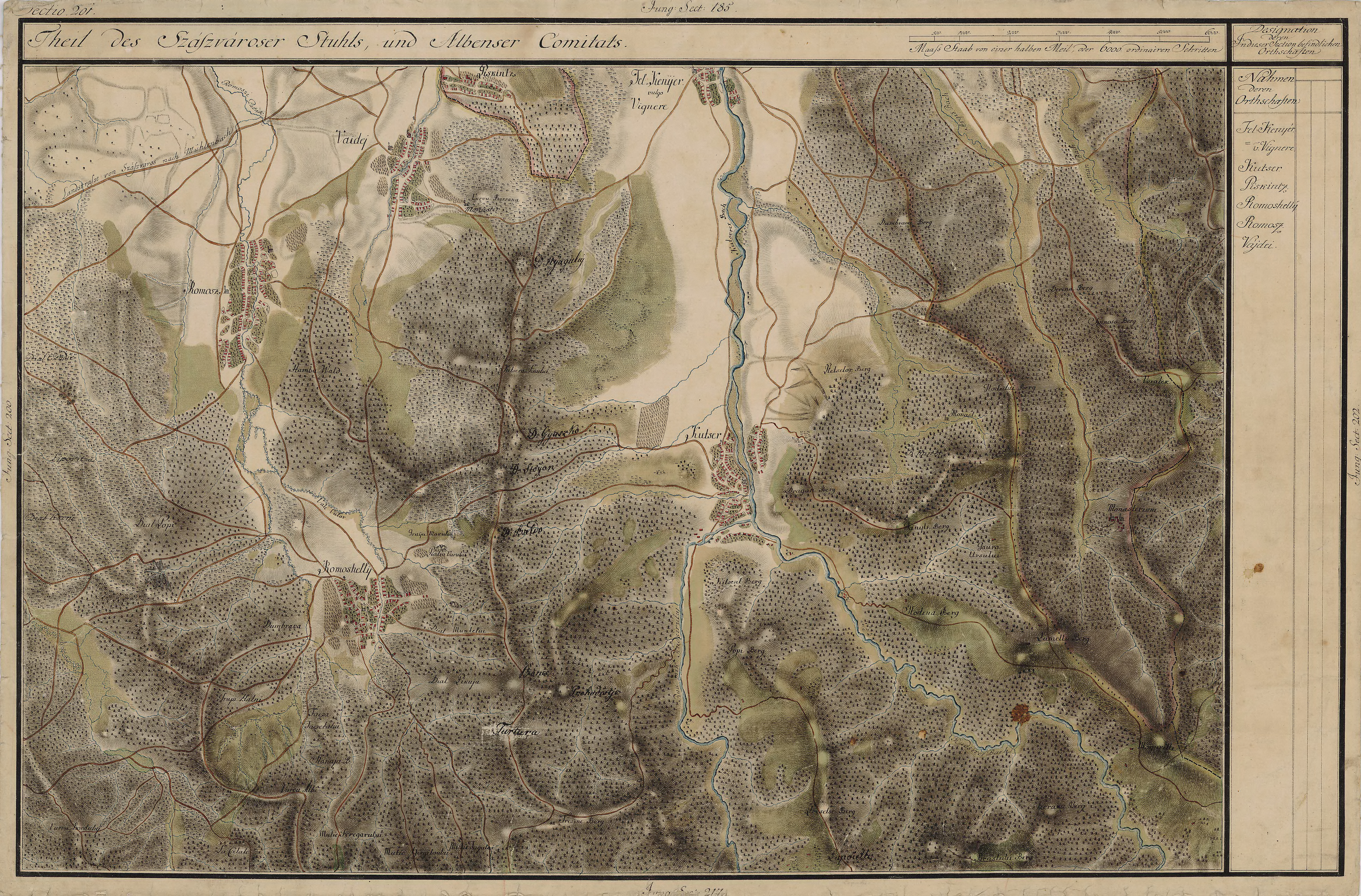
Vaidei pe Harta Iosefină a Transilvaniei, 1769-1773